# Population structurée
 (octobre 2013).
Si vous disposez d'ouvrages ou d'articles de référence ou si vous connaissez des sites web de qualité traitant du thème abordé ici, merci de compléter l'article en donnant les références utiles à sa vérifiabilité et en les liant à la section « Notes et références ».
En écologie des populations, une population structurée désigne un modèle de dynamique des populations dans lequel la structuration de la population par des critères influençant la survie et la reproduction des individus — tels que l'âge, la taille, le stade du développement ou encore la position géographique — est modélisée explicitement.
Les modèles matriciels sont particulièrement utiles lorsque le cycle de vie peut être décrit en termes de classes discrètes.

## Types de structuration
Une population peut être structurée de différentes manières, selon différents critères. La division d'une population par classe d'âge fut introduite par Leslie,, qui développa par la suite une matrice permettant ainsi de décrire ces populations. 
Lefkovich introduisit une classification des individus par stades de développement plutôt que par âge. Un peu plus tard, la classification par taille a été rendue possible grâce à Usher.
H. Caswell a permis une généralisation du modèle matriciel permettant de prendre en compte tous types de structuration : classe d'âge, de taille, de sexe, de degré de maturité, de stade de développement, de condition physiologique.
Selon les populations étudiées, un certain type de structuration sera utilisé préférentiellement, pour mieux représenter la dynamique du modèle. Il est important d'utiliser le type de structuration le plus représentatif de la population. En effet le nombre de classe est important, plus le nombre de classe défini sera petit, plus le modèle sera éloigné de la population, mais plus il sera facile à étudier.
L'utilisation d'un modèle de population structurée est utilisé dans de nombreux cas. Par exemple, la structuration d'une population par classe de taille est souvent utilisée quand il s'agit d'étude sur les populations végétales. Mais il peut aussi très bien être utilisé dans le cadre d'étude de population humaine.

## Modélisation
Thomas Malthus a proposé en 1798 un premier modèle de dynamique des populations. Dans ce modèle, l'abondance d'une population au temps t+1 — c'est-à-dire le nombre Nt+1 d'individus dans la population au temps t+1 — est relié à son abondance au temps t par la relation :
{\displaystyle N_{t+1}=(1+r)\,N_{t}\,,}
où le taux de reproduction r correspond à la différence entre le taux de natalité et le taux de mortalité.
L’un des défauts du modèle malthusien est qu’il suppose que le taux de reproduction est identique pour tous les individus de la population. En réalité, ce taux dépend de l’âge des individus et de leur stade de développement. Par exemple, dans une population de saumons, les œufs, larves et poissons adultes n’ont pas le même taux de natalité et de mortalité. Le biologiste Patrick H. Leslie fut le premier à proposer, en 1945, un modèle de dynamique de population structuré en âges tenant compte de cette hétérogénéité à l'aide de matrices.

### Modèle matriciel
La modélisation des populations structurées est indispensable à la compréhension des forces qui déterminent leur dynamique. Dans le cas des populations structurées, il peut être intéressant de schématiser la structure de la population grâce à un cycle de vie. Le cycle de vie est l'unité fondamentale de description d'un organisme sur laquelle est fondée la théorie des modèles matriciels de dynamique des populations. L'étude de ce cycle de vie dans un contexte démographique et/ou de dynamique de populations animales nécessite de disposer d'un outil de traduction des informations du niveau d'organisation écologique individuel vers le niveau populationnel.
Lefkovitch a démontré que la technique matricielle de projection de population de Leslie était en fait un cas particulier de la matrice plus générale tel que : 
où n donne l'abondance des individus dans un stade de développement particulier, au temps t.
La matrice A est connue comme la « matrice de projection de la population » et décrit le nombre d'enfants nés à chaque classe de stade qui survivent à une période donnée, ainsi que la proportion d'individus dans chaque classe de stade qui survivent et restent dans cette phase sur ceux qui survivent et entrent dans un autre stade de vie, autrement connu comme la probabilité de transition. Ainsi, les éléments de la matrice intègrent la fécondité, la mortalité et les taux de croissance de chaque classe de stade. La matrice de Leslie divise la population en classes d'âge égales. Dans la matrice Lefkovitch, il n'y a pas de relation nécessaire entre le stade et l'âge : l'hypothèse fondamentale est que tous les individus dans un stade donné sont des individus sous l'influence de facteurs démographiques identiques. 
Ainsi, les principales différences entre la matrice classe d'âge de Leslie et la matrice de classe de stade de Lefkovitch sont que les classes de stade peuvent différer dans leur durée et que les individus peuvent aussi rester dans un stade. Pour construire une matrice de la population de classe de stades pour toutes les espèces, les données sur les taux de fécondité (F) et de survie (S) pour les individus de chaque stade sont nécessaires. En outre, une mesure de la probabilité de rester dans un stade ou de passer à une autre stade est nécessaire.

### Exemple
On considère une population structurée en quatre classes d’âge (Figure 1). Pour chaque classe d’âge on a F le taux de fécondité, S le taux de survie.

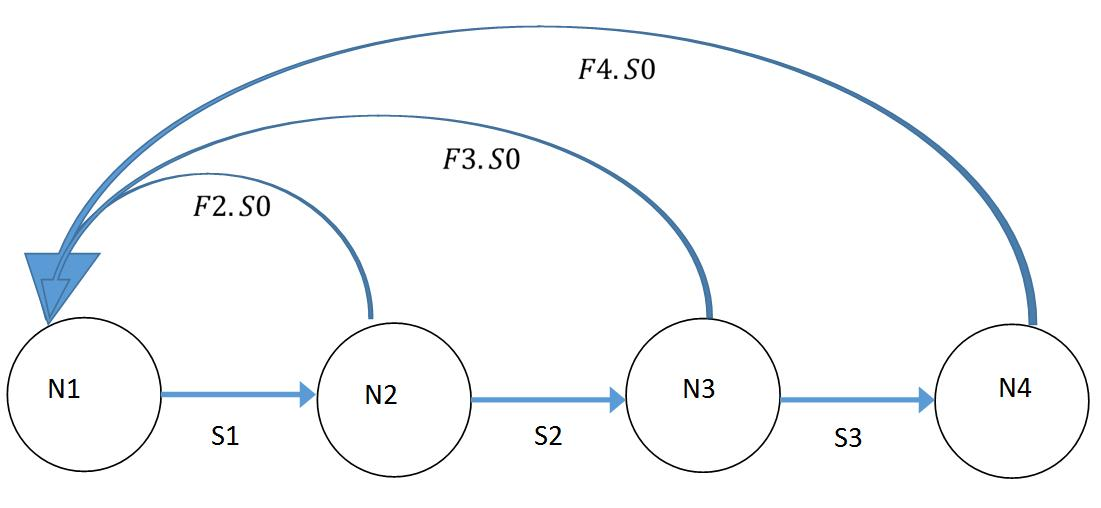
Figure 1 : Représentation schématique d'un cycle de vie d'une population à quatre classes d'âges.

À partir du cycle de vie et des différentes variables, il est possible d'établir un système d'équations mathématiques qui régit la dynamique d'une telle population sous la forme : 
{\displaystyle n_{2,t+1}=S_{1}.n_{1,t}}
{\displaystyle n_{3,t+1}=S_{2}.n_{2,t}}
n1,t représentant le nombre d’individus de la classe 1 à un instant t et n1,t+1 le nombre d’individus de la classe 1 à un instant t+1.
De ce système à quatre équations, on peut écrire le système matriciel suivant :
La matrice M, de Leslie, s'écrit sous la forme suivante : 
Cependant il est aussi possible de structurer cette population par stades (juvénile, adulte, …). En effet si tous les adultes d'une population ne présentent pas de différences au niveau de leur taux de fécondité, de survie ainsi que le taux de survie de leurs descendants, il est possible de regrouper tous les adultes dans un seul stade, et donc réduire le nombre de classe, c'est-à-dire si les taux de fécondités F3 et F4 sont égaux. En réduisant le nombre de classe, en considérant une population structurée en trois stades, on peut ainsi obtenir la matrice de Lefkovitch suivante : 
Pour ce genre de modélisation, il est important  de définir le pas de temps utilisé et de situer le cycle de vie dans le développement de l'organisme (avant/après reproduction par exemple).
Le plus souvent, les modèles utilisés ne considèrent qu’un seul sexe, la femelle est le plus souvent utilisée car il s'agit du facteur limitant. Il faudra donc définir le nombre de descendants, le sex ratio, le taux de fécondité, les probabilités de se reproduire à chaque classe d’âge…

## Dynamique

### Valeurs propres et taux d'accroissement
Le calcul des différentes valeurs propres et de leurs vecteurs associés sont utiles par la suite pour définir la suite, le taux fini d'accroissement de la population ainsi que l'influence et l'évolution des différents paramètres démographiques associés à cette population.
{\displaystyle (L-\lambda .I)x=0}
{\displaystyle {\begin{pmatrix}(s_{y}f-\lambda )&s_{y}f\\s_{a}&(s_{a}-\lambda )\\\end{pmatrix}}{\begin{pmatrix}x_{1}\\x_{a}\\\end{pmatrix}}={\begin{pmatrix}0\\0\\\end{pmatrix}}}
{\displaystyle {\begin{pmatrix}s_{y}-(s_{y}f+s_{a})&s_{y}f\\s_{a}&s_{a}-(s_{y}f+s_{a})\\\end{pmatrix}}{\begin{pmatrix}x_{1}\\x_{a}\\\end{pmatrix}}={\begin{pmatrix}0\\0\\\end{pmatrix}}}
{\displaystyle {\begin{pmatrix}-s_{a}&s_{y}f\\s_{a}&-s_{y}f\\\end{pmatrix}}{\begin{pmatrix}x_{1}\\x_{a}\\\end{pmatrix}}={\begin{pmatrix}0\\0\\\end{pmatrix}}}
{\displaystyle (s_{a}.x_{1})+(s_{y}f.x_{a})=0}
{\displaystyle x_{1}={\frac {s_{y}f}{s_{a}}}.x_{a}}
Il est possible d'estimer, en comparant les valeurs propres, la vitesse d'accès à la structure stable des âges. Cette vitesse dépend de la relation entre la plus grande valeur propre, λ0, et les autres, λ1, λ2...
Plus l'écart λ0 - |λ1| est grand, plus la structure stable des âges est atteinte rapidement. Au contraire, plus cet écart est petit, plus la structure stable des âges est atteinte lentement.
Enfin, dans le cas particulier où  λ0 = |λ1|, la population n'atteint pas une structure stable des âges mais oscille de façon périodique entre deux états démographiques distincts.

### Relation d'Euler-Lotka
On considère une population ayant atteint la structure stable des âges.
Avec :
{\displaystyle n_{x,t}} équivaut au nombre de femelles parvenant à x anniversaire à la date t
{\displaystyle m_{x}} équivaut au taux de fécondité
{\displaystyle n_{x,t}=\sum n_{0,t-x}l_{x}}
Avec :
{\displaystyle l_{x}} équivaut au taux de survie
La population ayant atteint la structure stable des âges, l'effectif de chaque classe d'âge croît pendant chaque unité de temps selon le taux fini {\displaystyle \lambda _{0}}.
Donc :
En particulier :
{\displaystyle n_{0,t-x}=n_{0,t}\lambda ^{-x}}
{\displaystyle n_{x,t}=\sum n_{0,t}\lambda ^{-x}l_{x}m_{x}}
Cette relation d'Euler-Lotka peut être interprétée comme la probabilité de l'âge des femelles reproductrices lors des naissances saisonnières. Cela peut permettre de déduire une expression de la durée de génération.

### Analyse de la sensibilité
L'influence des paramètres démographiques sur le taux fini d'accroissement est apprécié simplement par la pente des droites de régression, Δλ / Δd, où d est un paramètre démographique quelconque. Il est important de comparer l'influence des différents paramètres démographiques sur le taux fini d'accroissement pour, par exemple, pouvoir établir des plans de gestions et de conservations cohérents et efficaces pour chaque population.
Généralement, deux grands types de sensibilité du taux fini d'accroissement aux paramètres démographiques sont repérés.
La sensibilité à la survie à l'âge adulte chez les espèces à durée de génération longue, et la sensibilité à la fécondité chez d'autres espèces présentant une durée de génération courte.

### Statut d'une population
Avant de préparer un plan de gestion ou de conservation d’une population il faut préalablement définir le statut de la population d’intérêt. Pour cela, la modélisation permet de connaitre et de pouvoir mesurer des indices pouvant dire si oui ou non une population est en danger. Parmi tous les indices qui sont disponibles, le taux de croissance λ de la population est le plus puissant. Un taux de croissance exponentiel peut résoudre tous les problèmes d’extinction d’une population et à l’inverse un taux de croissance négatif conduira inexorablement à l’extinction d’une population.
Le taux de croissance λ sert donc de base pour décrire le statut d’une population. L’Union Internationale pour la Conservation de la Nature (IUCN) a créé une échelle de classification des espèces en fonction de la valeur de λ. Ce classement est considéré comme le plus objectif et le mieux fondé scientifiquement.
Les espèces y sont classées selon différentes catégories et sous catégories, :
- éteinte,
- éteinte dans la nature,
- menacé (en danger critique, en danger, vulnérable),
- moindre risque (dépendante de la conservation, proche de l’état menacée, moins concernée),
- donnée déficiente,
- non évaluée.

Une population peut être déclarée en danger après un déclin observé ou prédit, une occurrence limitée, une petite taille de population ou encore une analyse quantitative de la probabilité d’extinction. La classification de l’IUCN prend en compte le fait que la taille d’une population peut avoir une incidence sur son déclin et différents niveaux de menaces y ont été inclus.
|                    | Taille de la population (N) | Déclin | Temps         | λ                     |
| ------------------ | --------------------------- | ------ | ------------- | --------------------- |
| En danger critique |                             |        |               |                       |
|                    | arbitraire                  | ≥ 80%  | 10 ans        | λ= 0.2^(1/10) ≤ 0.851 |
|                    |                             | ≥ 80%  | 3 générations | R₀=0.2^(1/3)≤ 0.585   |
|                    | N<250                       | ≥ 25%  | 3 ans         | λ ≤ 0.909             |
|                    |                             | ≥ 25%  | 1 génération  | R₀≤ 0.750             |
| En danger          |                             |        |               |                       |
|                    | arbitraire                  | ≥ 50%  | 10 ans        | λ≤0.933               |
|                    |                             | ≥ 50%  | 3 générations | R₀≤0.794              |
|                    | N< 2500                     | ≥ 20%  | 5 ans         | λ≤0.956               |
|                    |                             | ≥ 20%  | 2 générations | R₀≤0.894              |
| Vulnérables        |                             |        |               |                       |
|                    | arbitraire                  | ≥ 20%  | 10 ans        | λ≤0.978               |
|                    |                             | ≥ 20%  | 3 générations | R₀≤0.928              |
|                    | N<10,000                    | ≥ 10%  | 10 ans        | λ≤0.990               |
|                    |                             | ≥ 10%  | 3 générations | R₀≤0.966              |

- Tableau 1 : Critères de classification des populations menacées en fonction du taux de croissance annuel de la population (λ) et du taux de croissance par génération (R₀) de l'IUCN. D'après Matrix Population Models, seconde édition d'Hal Caswell [5].

### Causes du déclin
Si une population a été déclarée menacée, il faut ensuite en trouver les causes. Cela peut être fait par la comparaison des taux d’accroissement de la population (λt) d’intérêt et d’une population contrôle (λc), il s’agit d’une LTRE (Life Table Response Experiment). Avec la sensibilité de λ = ( ∂λ/∂aij ). (cf. figure 2)
{\displaystyle {\begin{array}{c}\Delta \lambda =\lambda t-\lambda c\\\Delta \lambda \approx \sum _{ij}(aij^{t}-aij^{c})\times {\frac {\partial \lambda }{\partial aij}}\end{array}}}
- Figure 2 : Life Table Response Experiment

### Stratégies de conservation
Les stratégies de conservation visent à augmenter les performances de la population en modifiant ses taux vitaux. En d’autres mots, il s’agit de perturber les taux vitaux de la population d’intérêt. Le but de cette étape va donc être de déterminer le taux vital qui aura le plus d’influence sur le taux de croissance de la population. Pour cela il est possible de calculer la sensibilité et l’élasticité de λ pour des taux vitaux différents et de voir ainsi quelle est la meilleure cible dans le cycle de vie pour augmenter le taux de croissance de la population. En conservation, il est plus courant d’utiliser l’élasticité de λ.
Avec l’élasticité de λ, eij. (cf. figure 3)
Le paramètre pour lequel l’élasticité sera la plus grande sera la cible la plus intéressante pour une intervention de gestion de la population étudiée.
L'étude réalisée par Crouse et al. (1987) sur les tortues de mer (Caretta caretta) permet d'illustrer cela . Dans cette étude, les auteurs ont constaté que L'élasticité de λ était plus grande pour des changements du taux de survie que pour des changements du taux de fécondité, faisant du taux de survie une cible privilégiée pour une intervention.
{\displaystyle eij={\frac {aij}{\lambda }}{\frac {\partial \lambda }{\partial aij}}}
- Figure 3 : Formule de l'élasticité

### Établir un pronostic
Après avoir identifié le paramètre à modifier pour faire augmenter le taux de croissance de la population, il est possible de prédire son évolution après intervention. Des Analyses de viabilité de la population (PVA) sont alors effectuées. Une PVA est « une estimation des probabilités d’extinction par des analyses qui incorporent des menaces identifiables à la survie de la population dans les modèles de processus d’extinction » (Lacy 1993). Ce sont des projections conditionnelles sur un modèle. Il s’agit de prédire la taille et la probabilité de persistance de la population sous des conditions spécifique et sur un temps donné.
Les résultats d’une PVA peuvent être exprimés sous forme de probabilité d’extinction ou sous forme de taux de croissance.
Si λ < 1 alors la population va diminuer, à l’inverse si λ≥1 la population ne pourra jamais être plus petite que ce qu’elle est.
Les données issues de la matrice comme λ ou encore l’élasticité de λ peuvent être utilisées en conservation mais il existe des limites. En effet, ce modèle ne prend pas en compte les interactions entre les individus or la densité dépendance est un mécanisme influant sur les dynamiques des populations. De plus les problèmes d’ordres économiques, politiques, légaux ou encore éthiques ne pourront être résolus à l’aide d’un modèle démographique.